# Umineko no Naku Koro ni
Umineko no Naku Koro ni (яп. うみねこのなく頃に Уминэко но наку коро ни, букв. «Когда плачут чайки» или «Когда кричат чайки») — серия визуальных романов, составляет третью и четвёртую часть цикла When They Cry. Дата выхода первого эпизода игры (Legend of the Golden Witch) — 17 августа 2007 года, второй эпизод вышел 31 декабря 2007 года и называется Turn of the Golden Witch. С 22 декабря 2007 года по 22 июня 2015 года выпускалась одноимённая манга. В Umineko no Naku Koro ni рассказывается о семье Усиромия, все члены которой вместе с прислугой оказываются на крохотном острове в изоляции от внешнего мира из-за сильного тайфуна, а затем начинают умирать или бесследно исчезать один за другим. Во второй половине 2009 года состоялся показ одноимённого аниме.

## Перевод названия
По словам создателя игр, Рюкиси07, красная «на» (な) в логотипе — официальная часть названия. При этом, само это слово — яп. なく (наку) — представляет собой определённую игру слов. «Наку» может означать как 鳴く — «издавать звуки животных», так и 泣く — плакать. Запись в оригинале названия этого слова каной оставляет неопределённость значения.
В английском переводе данная игра слов отчасти сохраняется, английское «cry» может означать и крик, и плач.